# Langenlois
Langenlois è un comune austriaco di 7 663 abitanti nel distretto di Krems-Land, in Bassa Austria, del quale è centro maggiore; ha lo status di città (Stadtgemeinde). Il 1º gennaio 1972 ha inglobato i comuni soppressi di Gobelsburg e Zöbing.